# Leśny kwartet
Leśny kwartet (ros. Верное средство) – radziecki krótkometrażowy film animowany z 1982 roku w reżyserii Jurija Prytkowa. Scenariusz napisał Władimir Kapninski.

## Obsada (głosy)
- Kłara Rumianowa
- Marija Winogradowa
- Tamara Dmitrijewa
- Zinaida Naryszkina